# Meistaradeildin (1972)
Meistaradeildin 1972 – 30. sezon pierwszej ligi piłki nożnej archipelagu Wysp Owczych. W rozgrywkach brało udział 6 zespołów, zwycięzcą został KÍ Klaksvík, pokonując HB Tórshavn - mistrza z 1971.

## Uczestnicy
| Uczestnicy Meistaradeildin 1971                                                                               | Uczestnicy Meistaradeildin 1971 | Uczestnicy Meistaradeildin 1971 | Uczestnicy Meistaradeildin 1971 |
| --- | ------------------------------- | ------------------------------- | ------------------------------- |
| HB | HB Tórshavn                     | 1                               |                                 |
| KÍ | KÍ Klaksvík                     | 2                               |                                 |
| VB | VB Vágur                        | 3                               |                                 |
| TB | TB Tvøroyri                     | 4                               |                                 |
| B36 | B36 Tórshavn                    | 5                               |                                 |
| ÍF | ÍF Fuglafjørður                 | 6                               |                                 |
| Oznaczenia: - kolumna pierwsza – skróty nazw drużyn, - kolumna trzecia – miejsce zajęte w poprzednim sezonie. |                                 |                                 |                                 |

## Rozgrywki

### Tabela ligowa
| Lp. | Drużyna         | M  | Z | R | P | Bramki | Bramki | Różn. | Pkt | Uwagi |
| --- | --------------- | -- | - | - | - | ------ | ------ | ----- | --- | ----- |
| 1   | KÍ Klaksvík (M) | 10 | 7 | 3 | 0 | 30     | 4      | +26   | 17  |       |
| 2   | HB Tórshavn     | 10 | 6 | 4 | 0 | 41     | 10     | +31   | 16  |       |
| 3   | B36 Tórshavn    | 10 | 5 | 2 | 3 | 17     | 10     | +7    | 12  |       |
| 4   | TB Tvøroyri     | 10 | 4 | 1 | 5 | 22     | 19     | +3    | 9   |       |
| 5   | VB Vágur        | 10 | 2 | 0 | 8 | 11     | 38     | −27   | 4   |       |
| 6   | ÍF Fuglafjørður | 10 | 1 | 0 | 9 | 12     | 52     | −40   | 2   |       |

### Wyniki spotkań
| Gospodarz \ Gość | B36 | HB  | ÍF  | KÍ  | TB  | VB  |
| B36 Tórshavn     |     | 2:2 | 4:0 | 0:0 | 2:1 | 1:0 |
| HB Tórshavn      | 2:0 |     | 8:0 | 1:1 | 6:0 | 8:1 |
| ÍF Fuglafjørður  | 2:6 | 1:7 |     | 1:6 | 0:3 | 6:4 |
| KÍ Klaksvík      | 1:0 | 1:1 | 7:0 |     | 2:1 | 8:0 |
| TB Tvøroyri      | 2:1 | 3:3 | 5:1 | 0:1 |     | 5:0 |
| VB Vágur         | 0:1 | 1:3 | 2:1 | 0:3 | 3:2 |     |

Aktualne na 28 czerwca 2012. Źródło: FaroeSoccer.com
Objaśnienia:
1Drużyna gospodarzy jest wymieniona po lewej stronie tabeli.
Kolory: zielony – zwycięstwo gospodarzy, żółty – remis, różowy – zwycięstwo gości.